# 月刊F・S・B創刊号 愛されたい!カメレオン
『月刊F・S・B創刊号 愛されたい!カメレオン』(げっかんエフエスビーそうかんごう あい - )はFEEL SO BADの7枚目のアルバム。

## 内容
- 本作より「月刊F・S・B」シリーズを2000年8月までの12ヶ月間、毎月25日にリリース。
- 4曲の洋楽カバー曲と5曲のリテイク曲を収録した。
- 「月刊F・S・B」シリーズは全て水曜日に発売されていない。

## 批評
CDジャーナルは「代表曲のアコースティック・バージョンと、ルーツとなる洋楽カバーを中心とした内容は、まずは前哨戦という感じか」と評した。

## 収録曲
1. DO YOU WANNA TOUCH ME（原曲：ゲイリー・グリッター）
2. TRAGEDY（原曲：ハノイ・ロックス）
3. MY SHARONA（原曲：ザ・ナック）
4. ときめきましょう (WESTAN TRACK)
作詞：川島だりあ　作曲：倉田冬樹、大橋雅人
5. HEAVEN (acoustic ver.)
作詞：川島だりあ　作曲：倉田冬樹
6. したたかになれ (acoustic ver.)
作詞：川島だりあ　作曲：倉田冬樹
7. 遠く空の向こう (percussion track)
作詞：川島だりあ　作曲：倉田冬樹、大橋雅人
8. 愛されたい YEAH, YEAH (acoustic track)
作詞：川島だりあ　作曲：倉田冬樹
9. SKIN O'MY TEETH（原曲：メガデス）